# Дунаевский (посёлок)
Дунаевский — посёлок в Карачевском районе Брянской области России. Административный центр Дроновского сельского поселения.

## География
Посёлок находится в восточной части Брянской области, в зоне хвойно-широколиственных лесов, в пределах Снежетьско-Ревенского междуречья, к югу от автодороги Р120, на расстоянии примерно 17 км (по прямой) к востоку-юго-востоку (ESE) от города Карачев, административного центра района.
Климат
Климат умеренно континентальный с теплым летом и умеренно морозной зимой. Годовое количество осадков — 500—600 мм. Средняя температура января составляет −8,6 °С, июля — +18,6 °С.
Часовой пояс
Посёлок Дунаевский, как и вся Брянская область, находится в часовой зоне МСК (московское время). Смещение применяемого времени относительно UTC составляет +3:00.

## Население
| 2010 | 2013 |
| ---- | ---- |
| 494  | ↘470 |

Половой состав
По данным Всероссийской переписи населения 2010 года, в гендерной структуре населения мужчины составляли 44,3 %, женщины — соответственно 55,7 %.
Национальный состав
Согласно результатам переписи 2002 года, в национальной структуре населения русские составляли 99 % из 523 чел.

## Улицы
| - ул. Лесная, - ул. Первомайская, - ул. Садовая, - пер. Садовый, | - ул. Цветочная, - ул. Центральная, - ул. Школьная. |